# UCI World Tour 2021
UCI World Tour 2021 var den 11:e upplagan av UCI World Tour, en serie cykeltävlingar som årligen anordnas av Internationella cykelunionen (UCI). Totalt 29 tävlingar hölls under året. Touren startade den 21 februari med UAE Tour och avslutades den 9 oktober med Lombardiet runt.

## Tävlingar
| Tävling                       | Datum                    | Vinnare                    | Tvåa                       | Trea                        |
| ----------------------------- | ------------------------ | -------------------------- | -------------------------- | --------------------------- |
| UAE Tour                      | 21–27 februari           | Tadej Pogačar (SLO)        | Adam Yates (GBR)           | João Almeida (POR)          |
| Omloop Het Nieuwsblad         | 27 februari              | Davide Ballerini (ITA)     | Jake Stewart (GBR)         | Sep Vanmarcke (BEL)         |
| Strade Bianche                | 6 mars                   | Mathieu van der Poel (NED) | Julian Alaphilippe (FRA)   | Egan Bernal (COL)           |
| Paris–Nice                    | 7–14 mars                | Max Schachmann (GER)       | Aleksandr Vlasov (RUS)     | Ion Izagirre (ESP)          |
| Tirreno–Adriatico             | 10–16 mars               | Tadej Pogačar (SLO)        | Wout van Aert (BEL)        | Mikel Landa (ESP)           |
| Milano–Sanremo                | 20 mars                  | Jasper Stuyven (BEL)       | Caleb Ewan (AUS)           | Wout van Aert (BEL)         |
| Katalonien runt               | 22–28 mars               | Adam Yates (GBR)           | Richie Porte (AUS)         | Geraint Thomas (GBR)        |
| Classic Brugge-De Panne       | 24 mars                  | Sam Bennett (IRL)          | Jasper Philipsen (BEL)     | Pascal Ackermann (GER)      |
| E3 Saxo Bank Classic          | 26 mars                  | Kasper Asgreen (DEN)       | Florian Sénéchal (FRA)     | Mathieu van der Poel (NED)  |
| Gent–Wevelgem                 | 28 mars                  | Wout van Aert (BEL)        | Giacomo Nizzolo (ITA)      | Matteo Trentin (ITA)        |
| Dwars door Vlaanderen         | 31 mars                  | Dylan van Baarle (NED)     | Christophe Laporte (FRA)   | Tim Merlier (BEL)           |
| Flandern runt                 | 4 april                  | Kasper Asgreen (DEN)       | Mathieu van der Poel (NED) | Greg Van Avermaet (BEL)     |
| Baskien runt                  | 5–10 april               | Primož Roglič (SLO)        | Jonas Vingegaard (DEN)     | Tadej Pogačar (SLO)         |
| Amstel Gold Race              | 18 april                 | Wout van Aert (BEL)        | Tom Pidcock (GBR)          | Max Schachmann (GER)        |
| Vallonska pilen               | 21 april                 | Julian Alaphilippe (FRA)   | Primož Roglič (SLO)        | Alejandro Valverde (ESP)    |
| Liège–Bastogne–Liège          | 25 april                 | Tadej Pogačar (SLO)        | Julian Alaphilippe (FRA)   | David Gaudu (FRA)           |
| Romandiet runt                | 27 april – 2 maj         | Geraint Thomas (GBR)       | Richie Porte (AUS)         | Fausto Masnada (ITA)        |
| Giro d’Italia                 | 8–30 maj                 | Egan Bernal (COL)          | Damiano Caruso (ITA)       | Simon Yates (GBR)           |
| Critérium du Dauphiné         | 30 maj – 6 juni          | Richie Porte (AUS)         | Alexej Lutsenko (KAZ)      | Geraint Thomas (GBR)        |
| Tour de Suisse                | 6–13 juni                | Richard Carapaz (ECU)      | Rigoberto Urán (COL)       | Jakob Fuglsang (DEN)        |
| Tour de France                | 26 juni – 18 juli        | Tadej Pogačar (SLO)        | Jonas Vingegaard (DEN)     | Richard Carapaz (ECU)       |
| Clásica de San Sebastián      | 31 juli                  | Neilson Powless (USA)      | Matej Mohorič (SLO)        | Mikkel Frølich Honoré (DEN) |
| Polen runt                    | 9–15 augusti             | João Almeida (POR)         | Matej Mohorič (SLO)        | Michał Kwiatkowski (POL)    |
| Vuelta a España               | 14 augusti – 5 september | Primož Roglič (SLO)        | Enric Mas (ESP)            | Jack Haig (AUS)             |
| Bretagne Classic Ouest–France | 29 augusti               | Benoît Cosnefroy (FRA)     | Julian Alaphilippe (FRA)   | Mikkel Frølich Honoré (DEN) |
| / Benelux Tour                | 30 augusti – 5 september | Sonny Colbrelli (ITA)      | Matej Mohorič (SLO)        | Victor Campenaerts (BEL)    |
| Eschborn–Frankfurt            | 19 september             | Jasper Philipsen (BEL)     | John Degenkolb (GER)       | Alexander Kristoff (NOR)    |
| Paris–Roubaix                 | 3 oktober                | Sonny Colbrelli (ITA)      | Florian Vermeersch (BEL)   | Mathieu van der Poel (NED)  |
| Lombardiet runt               | 9 oktober                | Tadej Pogačar (SLO)        | Fausto Masnada (ITA)       | Adam Yates (GBR)            |

### Inställda tävlingar
Tävlingarna Tour Down Under (19–24 januari) och Cadel Evans Great Ocean Road Race (31 januari) blev inställda på grund av strikta restriktioner i Australien till följd av covid-19-pandemin. I juni ställdes Grand Prix Cycliste de Québec (10 september) och Grand Prix Cycliste de Montréal (12 september) också in på grund av covid-19-pandemin. I augusti ställdes även Hamburg Cyclassics (15 august) och Tour of Guangxi (14–19 oktober) in på grund av covid-19-pandemin.
Utöver det valde arrangörerna för Tour of California i USA och Prudential RideLondon–Surrey Classic i Storbritannien att inte arrangera någon tävling under året.